# Monument du costume
 (août 2019).

Le Monument du Costume Physique et Moral de la fin du dix-huitième siècle, ou Tableaux de la Vie, publié en 1789, est un recueil d'estampes composé de 26 gravures d'après Sigmund Freudenberger, dit Freudeberg et Jean-Michel Moreau, accompagnées de textes écrits par Rétif de la Bretonne. Il s'agit de la compilation de plusieurs suites d'estampes commanditées par l'amateur d'art Jean-Henri Eberts et publiées en 1775, 1776, et 1783.

## LaPremière Suite d'estampes, pour servir à l'histoire des mœurs et du costume
En 1773, Eberts, un strasbourgeois installé à Paris, fait le grand projet de réunir en une collection ambitieuse un recueil des modes de son temps qui seront publiées annuellement sous la forme de livraisons de douze estampes accompagnées d'un texte explicatif. Son objectif est multiple : 
- informer les provinciaux et les étrangers des dernières avancées de la mode ;
- servir de modèles pour les couturières, les costumiers de théâtre ;
- servir à l'instruction des générations futures.

Pour la première édition, il a l'idée de raconter les différentes étapes de la journée d'une élégante parisienne. Pour cela, il s'adresse à un jeune dessinateur et graveur, Freudeberg, pour composer les images. Malheureusement, il est peu expérimenté, connaît mal la classe sociale qu'il est censé représenter, et de surcroît il quitte la France en 1773 pour ne plus revenir, laissant son travail inachevé, sous la forme de dessins. Il s'agit là d'un demi-échec pour Eberts, qui ne se laisse pas démonter.

## LaSeconde suite d'estampes, pour servir à l'histoire des modes et du costume
Pour la livraison suivante, Eberts s'adresse à Jean-Michel Moreau, graveur brillant et bien inséré dans la bonne société parisienne. Il livre douze estampes, qui nous content les étapes principales de la maternité d'une jeune héroïne, Céphise, depuis la déclaration de sa grossesse jusqu'à son retour à la cour. Moreau s'implique aussi dans les textes, et l'ensemble se ressent de la philosophie de Rousseau : importance de la famille, promotion de l'allaitement, critique des corsets et des vêtements contraignants... Le succès est immense, et Eberts connaît la consécration avec la présentation du recueil à la reine Marie-Antoinette ; les critiques dans la presse sont élogieuses.[réf. incomplète]

## LaTroisième suite d'estampes, pour servir à l'histoire des modes et du costume
Cette troisième suite ne paraît qu'en 1784 : le rythme annuel n'a pas pu être tenu. Cela est probablement dû à l'ampleur du projet, et à la qualité des estampes gravées sous la direction de Moreau, qui nécessitent de longs mois de travail.
Les douze estampes retracent maintenant les activités et les loisirs d'un petit maître : on le voit jouer au whist, aller à l'opéra, dîner en galante compagnie… ici c'est la vogue de l'anglomanie qui se ressent, avec par exemple la nouvelle mode des cours de chevaux, et l'usage de vêtements plus commodes pour les activités en extérieur, comme la redingote. La philosophie de Rousseau n'est jamais bien loin : l'estampe intitulée Le Vrai Bonheur représente une famille unie de paysans simples et honnêtes, tels que l'aristocratie de cette fin de siècle pouvait les rêver. Le succès est au rendez-vous, mais les livraisons vont s'arrêter, sans que la cause de cette interruption nous soit connue.

## LeMonument du costume physique et moral de la fin du dix-huitième siècle, ou Tableaux de la Vie
On ne sait pas vraiment ce qui se passe pour Eberts les années suivantes. Toujours est-il qu'en 1789, il est en possession des cuivres des deux séries d'estampes gravées sous la direction de Moreau le jeune, et de deux autres cuivres. Il décide de les regrouper sous le terme de Monument du costume Par « monument », il faut comprendre « hommage rétrospectif » : les estampes ne peuvent plus servir pour les modes, car elles sont dépassées, mais comme elles sont de très bonne qualité, Eberts choisit de les rééditer dans un ouvrage destiné aux collectionneurs. Il demande à Rétif de la Bretonne, auteur très prolifique, de composer des textes à partir des images. C'est une démarche très originale[réf. incomplète] : contrairement à ce qui se fait usuellement, ce sont les images qui ont préexisté au texte, et non le texte qui est illustré par des images. Le volume est publié en 1789, connaît à nouveau un beau succès, jusqu'à être contrefait dans une édition anglaise de 1791.

## Postérité
Après la Révolution française, les estampes de Moreau le jeune sont dénigrées car elles flattent l'aristocratie récemment déchue. Ces images tombent dans l'oubli jusqu'à la seconde moitié du XIXe siècle, lorsqu'elles sont redécouvertes par des érudits comme Emmanuel Bocher, les frères Goncourt, Henri Beraldi, ou Mahérault. Depuis cette époque, elles sont devenues un document précieux pour l'étude de la belle société de la fin du XVIIIe siècle, grâce à la précision du dessin de Moreau le jeune, qui décrit avec brio une société qu'il connaît bien. De nos jours, les estampes du Monument du costume (puisque c'est le nom sous lequel elles sont le mieux connues) figurent dans la majorité des études sur les modes au XVIIIe siècle.

## Autres graveurs associés au projet
- François Robert Ingouf
- Charles-Louis Lingée